# Yitzhak HaLevi Herzog
Yitzhak HaLevi Herzog (Hebreeuws:  יצחק אייזיק הלוי הרצוג, ook wel Isaac HaLevi Herzog) (Łomża, Russisch Polen, 3 december 1888 – Jeruzalem, 25 juli 1959) was de eerste opperrabbijn van Ierland van 1921 tot 1936 en daarna tot aan zijn dood van het Brits mandaatgebied Palestina en Israël na de onafhankelijkheid in 1948. Hij is de vader van oud-president Chaim Herzog en de grootvader van huidig politicus en sinds 2 juni 2021 president Yitzhak Herzog.

## Biografie
Herzog werd in 1888 geboren in Łomża, thans in Polen, maar toen onderdeel van het Russische keizerrijk, als de zoon van Joel Leib Herzog en Liba Miriam. In 1898 verhuisde de familie naar het Verenigd Koninkrijk en vestigde zich in Leeds. 
Hij bestudeerde reeds op jonge leeftijd de talmoed en ging naar de Sorbonne in Parijs en doctoreerde aan de universiteit van Londen. Van 1916 tot 1919 was hij rabbijn in Belfast en werd in 1919 aangeduid als nieuwe rabbijn in Dublin. Hij sprak vloeiend Iers en was voorstander van een onafhankelijk Ierland. Na de onafhankelijkheid van het land was hij tot 1936 opperrabbijn. In 1936 emigreerde hij naar Palestina om daar de Asjkenazische opperrabbijn Abraham Isaac Kook op te volgen. 
In 1939 was hij een hevige tegenstander van het MacDonald White Paper, dat verdere immigratie van Joden naar Palestina verbood. 
Zijn zoon Chaim werd in 1983 president van Israël en zijn andere zoon Yaakov was van 1948 tot aan zijn dood in 1972 een invloedrijk figuur in de politieke wereld. 